# VM i fodbold 1978
VM i fodbold 1978 var det 11. VM i fodbold, og slutrunden blev afholdt i Argentina fra den 1. – 25. juni 1978. Mesterskabet blev for første gang vundet af værtslandet Argentina, der slog Holland 3-1 efter forlænget spilletid i finalen. Argentina blev dermed det sjette hold (efter Uruguay, Italien, Vesttyskland, Brasilien og England), der vandt VM.
FIFA tildelte værtsskabet for slutrunden til Argentina i juli 1966. Argentina havde også været kandidat til at arrangere VM 1970, men eftersom Mexico City var vært for sommer-OL 1968 og i den anledning havde opført nye fodboldstadioner, gik værtsskabet for det mesterskab til Mexico.
I alt 106 lande deltog i de indledende kvalifikationsrunder, og 16 hold deltog til selve VM-slutrunden.
Slutrundens format var det samme som i ved VM i 1974. De 16 hold, der havde kvalificeret sig til slutrunden, blev inddelt i fire grupper a fire hold. De to bedste hold i hver gruppe gik videre til mellemrunden, hvor de igen blev opdelt i to nye grupper a fire hold. De to gruppevindere gik videre til finalen, mens de to toere mødtes i bronzekampen.
Holland tabte den anden VM-finale i træk til værtslandet, efter at have tabt finalen i 1974 til Vesttyskland. Mario Kempes blev slutrundens topscorer med 6 mål.
Skotlands Archie Gemmill scorede et berømt mål i kampen i den indledende runde mod Holland. Målet blev senere en del af en mindeværdig scene i filmen Trainspotting. Skotland skulle vinde kampen med tre mål for at gå videre til mellemrunden, og Gemmill scorede til 3-1, men senere reducerede hollænderne til 3-2, hvilket blev kampens resultat. Og dermed gik Holland videre til mellemrunden og Skotland var slået ud.

## Kontroverser
Kun to år før VM havde militæret taget magten i Argentina ved et militærkup. Det fik nogle lande, herunder især Holland, til offentligt at stille spørgsmålstegn ved om landet skulle deltage i VM. Ikke desto mindre endte alle lande med at stille op, men hollænderne mødte op uden deres store stjerne, Johan Cruyff, der trods alt nægtede at deltage.
Argentinas sidste kamp i mellemrunden mod Peru har også været genstand for en del kontroverser. Argentinerne skulle besejre Peru med mindst fire mål for at vinde mellemrundegruppen på bedre målforskel og dermed kvalificere sig til finalen på bekostning af Brasilien, der havde slået Polen 3-1 et par timer tidligere. Det kontroversielle var, at den peruvianske målmand, Ramón Quiroga, faktisk var født i Argentina, og indtil den kamp havde han i fem kampe kun ladet seks mål gå ind. Desuden havde Argentina kun scoret seks mål i hele slutrunden indtil da. På trods af dette vandt Argentina kampen 6-0 og gik videre til finalen. Begge holds spillere afviste dog, at der havde været tale om aftalt spil.

## Resultater

### Kvalifikation
- Se Kvalifikation til VM i fodbold 1978

### Indledende runde
De 16 hold var inddelt i fire grupper a fire hold, der spillede alle-mod-alle. De to bedste hold fra hver gruppe gik videre til mellemrunden.
| Dato  | Kamp                 | Res. | Tilsk. |
| ----- | -------------------- | ---- | ------ |
| 2.6.  | Italien - Frankrig   | 2-1  | 38.100 |
| 2.6.  | Argentina - Ungarn   | 2-1  | 71.615 |
| 6.6.  | Italien - Ungarn     | 3-1  | 26.533 |
| 6.6.  | Argentina - Frankrig | 2-1  | 71.666 |
| 10.6. | Frankrig - Ungarn    | 3-1  | 23.127 |
| 10.6. | Italien - Argentina  | 1-0  | 71.712 |

| Gruppe 1  | Kampe | Mål | Point |
| --------- | ----- | --- | ----- |
| Italien   | 3     | 6-2 | 6     |
| Argentina | 3     | 4-3 | 4     |
| Frankrig  | 3     | 5-5 | 2     |
| Ungarn    | 3     | 3-8 | 0     |

| Dato  | Kamp                    | Res. | Tilsk. |
| ----- | ----------------------- | ---- | ------ |
| 1.6.  | Vesttyskland - Polen    | 0-0  | 67.579 |
| 2.6.  | Tunesien - Mexico       | 3-1  | 17.396 |
| 6.6.  | Vesttyskland - Mexico   | 6-0  | 35.258 |
| 6.6.  | Polen - Tunesien        | 1-0  | 9.624  |
| 10.6. | Vesttyskland - Tunesien | 0-0  | 30.667 |
| 10.6. | Polen - Mexico          | 3-1  | 22.651 |

| Gruppe 2     | Kampe | Mål  | Point |
| ------------ | ----- | ---- | ----- |
| Polen        | 3     | 4-1  | 5     |
| Vesttyskland | 3     | 6-0  | 4     |
| Tunesien     | 3     | 3-2  | 3     |
| Mexico       | 3     | 2-12 | 0     |

| Dato  | Kamp                | Res. | Tilsk. |
| ----- | ------------------- | ---- | ------ |
| 3.6.  | Østrig - Spanien    | 2-1  | 40.841 |
| 3.6.  | Sverige - Brasilien | 1-1  | 32.569 |
| 7.6.  | Østrig - Sverige    | 1-0  | 41.424 |
| 7.6.  | Spanien - Brasilien | 0-0  | 34.771 |
| 11.6. | Spanien - Sverige   | 1-0  | 46.765 |
| 11.6. | Brasilien - Østrig  | 1-0  | 35.221 |

| Gruppe 3  | Kampe | Mål | Point |
| --------- | ----- | --- | ----- |
| Østrig    | 3     | 3-2 | 4     |
| Brasilien | 3     | 2-1 | 4     |
| Spanien   | 3     | 2-2 | 3     |
| Sverige   | 3     | 1-3 | 1     |

| Dato  | Kamp               | Res. | Tilsk. |
| ----- | ------------------ | ---- | ------ |
| 3.6.  | Peru - Skotland    | 3-1  | 37.927 |
| 3.6.  | Holland - Iran     | 3-0  | 33.431 |
| 7.6.  | Skotland - Iran    | 1-1  | 7.938  |
| 7.6.  | Holland - Peru     | 0-0  | 28.125 |
| 11.6. | Peru - Iran        | 4-1  | 21.262 |
| 11.6. | Skotland - Holland | 3-2  | 35.130 |

| Gruppe 4 | Kampe | Mål | Point |
| -------- | ----- | --- | ----- |
| Peru     | 3     | 7-2 | 5     |
| Holland  | 3     | 5-3 | 3     |
| Skotland | 3     | 5-6 | 3     |
| Iran     | 3     | 2-8 | 1     |

### Mellemrunde
De 8 tilbageværende hold blev inddelt i to nye grupper a fire hold, der spillede alle-mod-alle. De to gruppevindere gik videre til finalen, mens de to toere spillede bronzekamp.
| Dato  | Kamp                   | Res. | Tilsk. |
| ----- | ---------------------- | ---- | ------ |
| 14.6. | Holland - Østrig       | 5-1  | 25.050 |
| 14.6. | Vesttyskland - Italien | 0-0  | 67.547 |
| 18.6. | Vesttyskland - Holland | 2-2  | 40.750 |
| 18.6. | Italien - Østrig       | 1-0  | 66.695 |
| 21.6. | Østrig - Vesttyskland  | 3-2  | 38.318 |
| 21.6. | Holland - Italien      | 2-1  | 67.433 |

| Gruppe A     | Kampe | Mål | Point |
| ------------ | ----- | --- | ----- |
| Holland      | 3     | 9-4 | 5     |
| Italien      | 3     | 2-2 | 3     |
| Vesttyskland | 3     | 4-5 | 2     |
| Østrig       | 3     | 4-8 | 2     |

| Dato  | Kamp                  | Res. | Tilsk. |
| ----- | --------------------- | ---- | ------ |
| 14.6. | Brasilien - Peru      | 3-0  | 31.278 |
| 14.6. | Argentina - Polen     | 2-0  | 37.091 |
| 18.6. | Polen - Peru          | 1-0  | 35.288 |
| 18.6. | Argentina - Brasilien | 0-0  | 37.326 |
| 21.6. | Brasilien - Polen     | 3-1  | 39.586 |
| 21.6. | Argentina - Peru      | 6-0  | 37.315 |

| Gruppe B  | Kampe | Mål  | Point |
| --------- | ----- | ---- | ----- |
| Argentina | 3     | 8-0  | 5     |
| Brasilien | 3     | 6-1  | 5     |
| Polen     | 3     | 2-5  | 2     |
| Peru      | 3     | 0-10 | 0     |

### Finalekampe
| Dato                                | Kamp                                                                                                | Kamp    | Res.     | Stadion                          | Tilskuere |
| ----------------------------------- | --------------------------------------------------------------------------------------------------- | ------- | -------- | -------------------------------- | --------- |
| Bronzekamp (Dømt af Abraham Klein ) | |         |          |                                  |           |
| 24.6.                               | Brasilien                                                                                           | Italien | 2-1      | Estadio Monumental, Buenos Aires | 69.659    |
|                                     | 0-1 Franco Causio (38.), 1-1 Nelinho (64.), 2-1 Dirceu (72.)                                        |         |          |                                  |           |
| Finale (Dømt af Sergio Gonella )    | |         |          |                                  |           |
| 25.6.                               | Argentina                                                                                           | Holland | 3-1 efs. | Estadio Monumental, Buenos Aires | 71.483    |
|                                     | 1-0 Mario Kempes (38.), 1-1 Dick Nanninga (82.), 2-1 Mario Kempes (105.), 3-1 Daniel Bertoni (116.) |         |          |                                  |           |

- efs.: efter forlænget spilletid.

## Målscorer
6 mål
- Mario Kempes

5 mål
- Rob Rensenbrink
- Teófilo Cubillas

4 mål
- Leopoldo Luque
- Hans Krankl

3 mål
| - Dirceu - Roberto Dinamite | - Karl-Heinz Rummenigge - Paolo Rossi | - Johnny Rep |

2 mål
| - Daniel Bertoni - Nelinho - Heinz Flohe - Dieter Müller | - Roberto Bettega - Ernie Brandts - Arie Haan | - Zbigniew Boniek - Grzegorz Lato - Archie Gemmill |

1 mål
| - René Houseman - Daniel Passarella - Alberto Tarantini - Erich Obermayer - Walter Schachner - Reinaldo - Zico - Marc Berdoll - Bernard Lacombe - Christian Lopez - Michel Platini - Dominique Rocheteau - Rüdiger Abramczik - Bernd Hölzenbein | - Hansi Müller - Károly Csapó - András Tóth - Sándor Zombori - Iraj Danaeifard - Hassan Rowshan - Romeo Benetti - Franco Causio - Renato Zaccarelli - Víctor Rangel - Arturo Vázquez Ayala - Dick Nanninga - René van de Kerkhof | - Willy van de Kerkhof - César Cueto - José Velásquez - Kazimierz Deyna - Andrzej Szarmach - Kenny Dalglish - Joe Jordan - Juan Manuel Asensi - Dani - Thomas Sjöberg - Mokhtar Dhouieb - Néjib Ghommidh - Ali Kaabi |

Selvmål
- Berti Vogts (for Østrig)
- Andranik Eskandarian (for Skotland)
- Ernie Brandts (for Italien)

Spillere som fik rødt kort
- Tibor Nyilasi
- András Törőcsik
- Dick Nanninga

## Stadioner
- Estadio Monumental, Buenos Aires
- Estadio José Amalfitani, Buenos Aires
- Estadio José Maria Minella, Mar del Plata
- Estadio Gigante de Arroyito, Rosario
- Estadio Olímpico Chateau Carreras, Córdoba
- Estadio Ciudad de Mendoza, Mendoza

32°57′S 60°39′V / 32.95°S 60.65°V